# Quebrada Grande (Tumbes)
Quebrada Grande, también denominado Alan García, es un caserío peruano ubicado en el distrito de Papayal, perteneciente a la provincia de Zarumilla del departamento de Tumbes, al norte del Perú. 

## Ubicación
Quebrada Grande se ubica al noroeste de la provincia de Zarumilla, en el distrito de Matapalo, en el departamento de Tumbes.

## Demografía
En 2017 Quebrada Grande tenía una población de 181 habitantes.
| Gráfica de evolución demográfica de Quebrada Grande entre 1993 y 2017 |
|                                                                       |
| Fuentes: Población 1993 y 2017                                        |